# Bistum Fort Worth

Bistumswappen

Das Bistum Fort Worth (lat.: Dioecesis Arcis-Vorthensis) ist eine in den Vereinigten Staaten gelegene römisch-katholische Diözese mit Sitz in Fort Worth, Texas.

## Geschichte
Das Bistum Fort Worth entstand am 9. August 1969 infolge der Teilung des Bistums Dallas-Fort Worth und wurde dem Erzbistum San Antonio als Suffraganbistum unterstellt.

## Territorium
Das Bistum Fort Worth umfasst die im Bundesstaat Texas gelegenen Gebiete Archer County, Baylor County, Bosque County, Clay County, Comanche County, Cooke County, Denton County, Eastland County, Erath County, Foard County, Hardeman County, Hill County, Hood County, Jack County, Johnson County, Knox County, Montague County, Palo Pinto County, Parker County, Shackelford County, Somervell County, Stephens County, Tarrant County, Throckmorton County, Wichita County, Wilbarger County, Wise County und Young County.

## Bischöfe von Fort Worth
- John Joseph Cassata, 1969–1980
- Joseph Patrick Delaney, 1981–2005
- Kevin William Vann, 2005–2012, dann Bischof von Orange in California
- Michael Olson, seit 2013

## Ehrungen
Für besondere Verdienste um das Bistum ehrte Papst Benedikt XVI. 2011 zehn und Papst Franziskus 2024 fünfzehn Personen mit der Benemerenti-Medaille.

## Weblinks

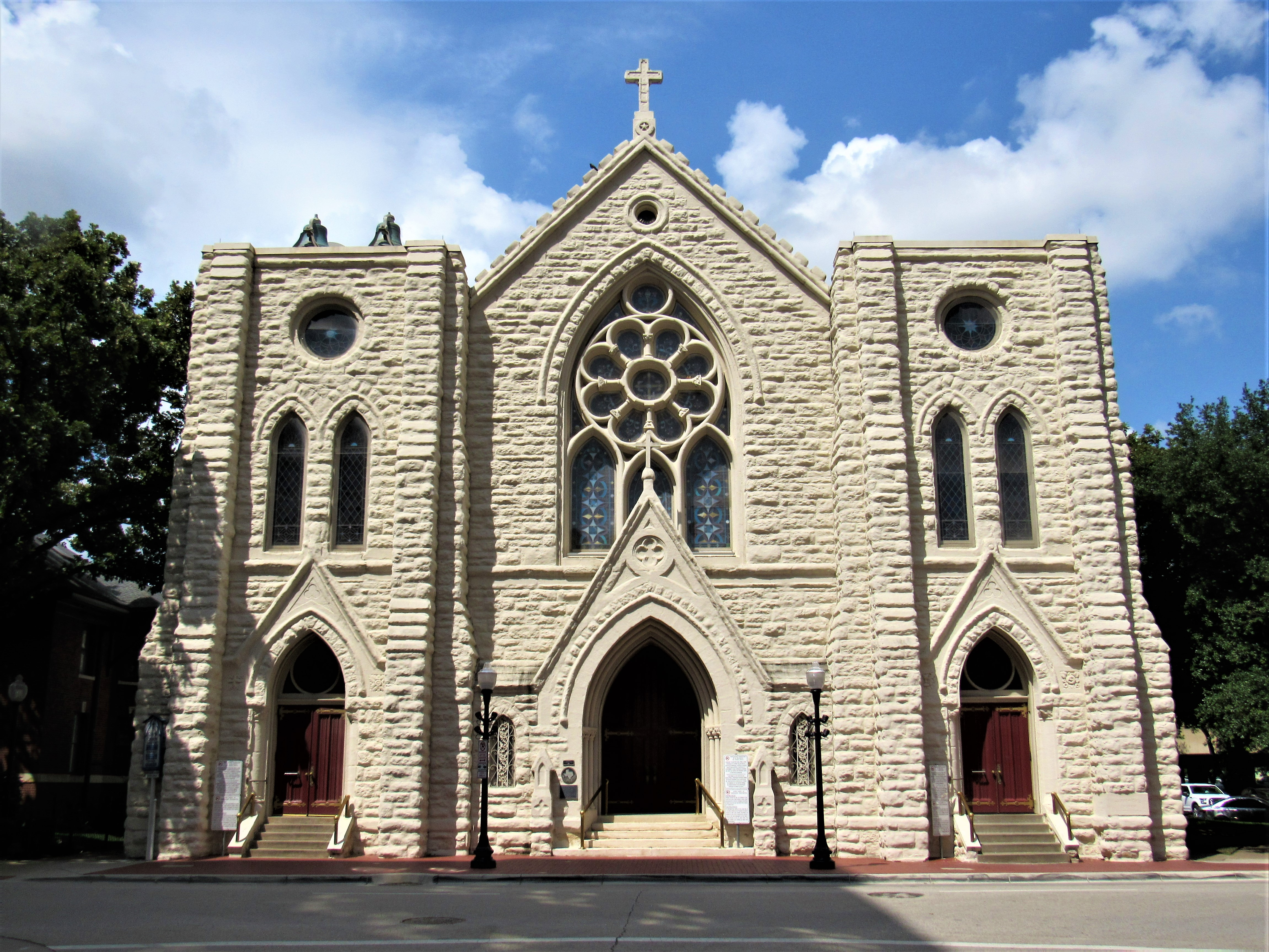
Kathedrale: St. Patrick in Fort Worth